# William Heard Kilpatrick
William Heard Kilpatrick, född 20 november 1871 i White Plains, Georgia, död 13 februari 1965 i New York, var en amerikansk pedagog.
Kilpatrick var från 1918 professor i undervisningsfilosofi vid Teachers college i Columbia. Han har bland annat utgett The Montessori system examined (1914), Froebel's Kindergarten principles critically examined (1916), Source book in the philosophy of education (1923), Foundations of method (1925), Education for a changing civilisation (1926).